# Чебани (Афанасьєвський район)
Чеба́ни (рос. Чебаны) — присілок у складі Афанасьєвського району Кіровської області, Росія. Входить до складу Гордінського сільського поселення.
Населення становить 15 осіб (2010, 16 у 2002).
Національний склад станом на 2002 рік — росіяни 100 %.